# Čmanjke
Čmanjke (Servisch cyrillisch Чмањке) is een plaats in de Servische gemeente Tutin. De plaats telt 84 inwoners (2002).